# Landkreis Kassel

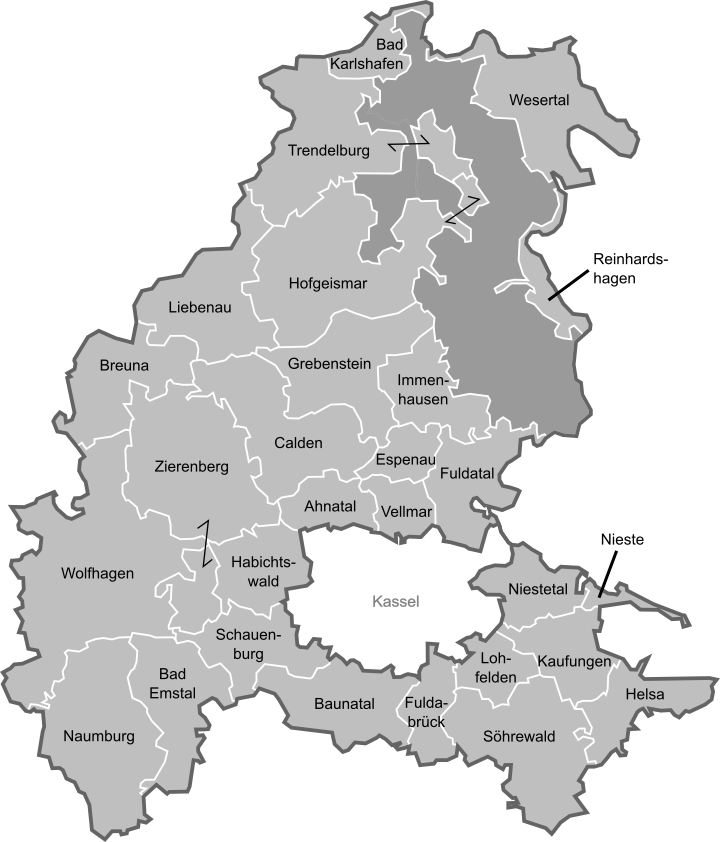
Landkreis Kassel

Der Landkreis Kassel ist eine Gebietskörperschaft mit 230.742 Einwohnern (31. Dezember 2023) im gleichnamigen Regierungsbezirk Kassel (Nordhessen). Der Norden des Landkreises ist ländlich geprägt; der Süden bildet die Vororte der kreisfreien Großstadt Kassel, die fast vollständig vom Landkreis umgeben ist. In der Stadt Kassel befindet sich der Sitz der Kreisverwaltung.

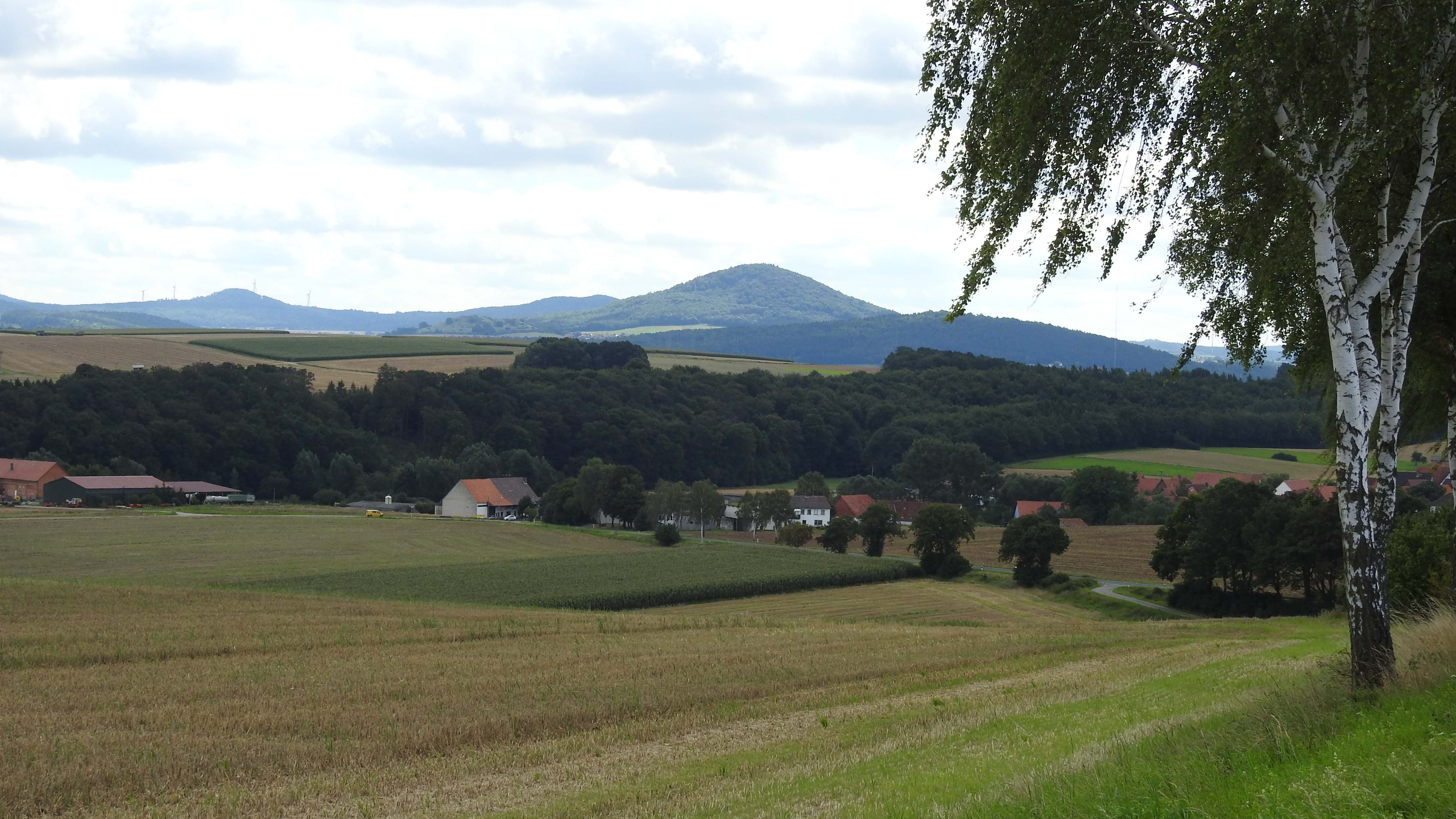
Landschaft bei Viesebeck, im Hintergrund der Isthaberg

## Geographie

### Lage
In groben Zügen beschrieben, liegt das Kreisgebiet zwischen der Diemel im Norden, der Weser und der Fulda im Osten und reicht bis in die Nähe der Eder im Süden, wobei das Gebiet der kreisfreien Stadt Kassel im Südosten als Enklave ausgespart bleibt. Gleichwohl ist sie Namensgeber des Landkreises und Sitz der Kreisverwaltung. Von Westen nach Osten und von Norden nach Süden aufgezählt liegen im Landkreis Kassel folgende Landschaften: der Alte Wald; das Wolfhagener Becken und der Elbergrund; im Zentrum das Habichtswälder Bergland mit dem Hohen Gras als Gipfel (614,8 m); die Hofgeismarer Rötsenke und das Kasseler Becken; der zum Weser-Leine-Bergland zählende Reinhardswald westlich der Weser und das Nordende des Bramwaldes östlich davon; östlich von Kassel Teile des Kaufunger Waldes und der Söhre.

### Nachbarkreise
Der Landkreis grenzt, im Nordwesten beginnend im Uhrzeigersinn, an den Kreis Höxter in Nordrhein-Westfalen, an die Landkreise Northeim und Göttingen in Niedersachsen sowie an den Werra-Meißner-Kreis, den Schwalm-Eder-Kreis und den Landkreis Waldeck-Frankenberg in Hessen. Grenznah liegt der niedersächsische Landkreis Holzminden, der jedoch wegen eines Landzipfels von Nordrhein-Westfalen nicht an den Landkreis Kassel grenzt.

## Vorgeschichte
Die Wartberg-Kultur (auch Wartbergkultur oder Wartberg-Gruppe) ist eine Kultur der späten Jungsteinzeit (Spätneolithikum), benannt nach ihrem eponymen Fundort, dem in Nordhessen beim Niedensteiner Stadtteil Kirchberg gelegenen Wartberg. Der Verbreitungsschwerpunkt der Wartberg-Kultur lag u. a. in Nordhessen. Die bis in die Gegend von Züschen, südwestlich von Kassel, vorkommenden Galeriegräber sind Zeugnisse der Kultur und heißen auch „hessisch-westfälische Steinkisten“.

## Geschichte
Große Teile des heutigen Kreisgebietes sind deckungsgleich mit dem Kernsiedlungsraum der germanischen Chatten, den Vorfahren der Hessen. Das heutige Kreisgebiet war im frühen Mittelalter zwischen verschiedenen Herrschaften (Landgrafschaft Hessen, Kurmainz, Hochstift Paderborn, Kurköln und Herzogtum Braunschweig) zersplittert und umstritten. Doch kam fast das ganze Gebiet sehr bald nach Konstituierung der Landgrafschaft Hessen unter einheitliche Oberhoheit und dann später zur Landgrafschaft Hessen-Kassel, deren Herrscher 1803 zum Kurfürsten erhoben wurde. 1866 wurde das Kurfürstentum Hessen von Preußen annektiert und zusammen mit dem ebenfalls annektierten Herzogtum Nassau und der Freien Stadt Frankfurt zur Provinz Hessen-Nassau vereinigt. In Kurhessen, nun den Regierungsbezirk Kassel bildend, wurden 1821 der Landkreis Kassel und die Kreise Hofgeismar und Wolfhagen gebildet.
Die Gemeinde Wilhelmshausen wechselte 1866 aus dem Kreis Hofgeismar in den Landkreis Kassel. Die Gemeinde Großenhof wechselte 1896 aus dem Landkreis Kassel in den Kreis Wolfhagen und wurde dort Teil der Gemeinde Martinhagen.
Am 1. April 1899 trat der Landkreis Kassel die Gemeinde Wehlheiden an die kreisfreie Stadt Kassel ab, ebenso am 1. April 1906 die Gemeinden Bettenhausen, Kirchditmold, Rothenditmold und Wahlershausen sowie am 1. Juni 1936 die Gemeinden Harleshausen, Niederzwehren, Nordshausen, Oberzwehren, Waldau und Wolfsanger.
Zu Beginn der 1970er Jahre änderten sich die Außengrenzen des Landkreises Kassel mehrfach:
- Am 1. Dezember 1970 wurde die Gemeinde Hohenkirchen des Landkreises Hofgeismar mit der Gemeinde Mönchehof zur neuen Gemeinde Espenau im Landkreis Kassel zusammengeschlossen.
- Ebenfalls am 1. Dezember 1970 wurde die Gemeinde Wickenrode aus dem Landkreis Witzenhausen mit der Gemeinde Helsa zur neuen Gemeinde Helsa-Wickenrode im Landkreis Kassel zusammengeschlossen.
- Am 31. Dezember 1971 wurde die Gemeinde Martinhagen des Landkreises Wolfhagen in die Gemeinde Hoof des Landkreises Kassel eingegliedert.

Im Rahmen der hessischen Kreisreform wurden mit Wirkung vom 1. August 1972 die Landkreise Hofgeismar und Kassel mit dem größten Teil des Landkreises Wolfhagen sowie der Gemeinde St. Ottilien des Landkreises Witzenhausen zum neuen Landkreis Kassel zusammengefasst. Die Stadt Volkmarsen des Landkreises Wolfhagen fiel an den Landkreis Waldeck.
Die erste Gebietsänderung im Landkreis seit den 1970er Jahren ist die am 1. Januar 2020 vollzogene Fusion der Gemeinden Oberweser und Wahlsburg zur Gemeinde Wesertal.

## Einwohnerentwicklung

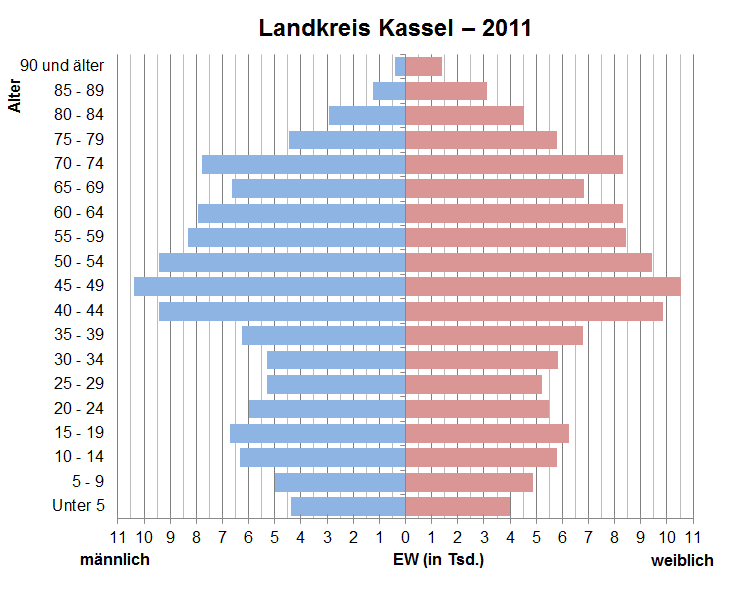
Bevölkerungspyramide für den Landkreis Kassel (Datenquelle: Zensus 2011)

Die Einwohnerentwicklung ist von zwei gegensätzlichen Entwicklungen gekennzeichnet: Während Gemeinden im Zweckverband Raum Kassel (oder Altkreis Kassel) einen Bevölkerungsanstieg verzeichnen, nimmt die Einwohnerzahl an den Rändern des Landkreises weiterhin ab, insbesondere um Hofgeismar und Wolfhagen.
| Jahr | Einwohner | Quelle |
| ---- | --------- | ------ |
| 1871 | 039.560   | [ 6 ]  |
| 1900 | 053.597   | [ 7 ]  |
| 1910 | 048.193   | [ 7 ]  |
| 1925 | 059.234   | [ 7 ]  |
| 1933 | 064.022   | [ 7 ]  |
| 1939 | 050.379   | [ 7 ]  |
| 1950 | 072.211   | [ 7 ]  |
| 1960 | 074.300   | [ 7 ]  |
| 1970 | 098.300   | [ 8 ]  |
| 1980 | 221.100   | [ 7 ]  |
| 1990 | 231.200   | [ 7 ]  |
| 2000 | 245.997   | [ 9 ]  |
| 2010 | 237.460   | [ 10 ] |
| 2015 | 233.623   | [ 11 ] |
| 2019 | 237.032   | [ 12 ] |

## Politik

### Kreistag
Die Kommunalwahl am 14. März 2021 lieferte folgendes Ergebnis, in Vergleich gesetzt zu früheren Kommunalwahlen:
| Wahlen zum Kreistag des Landkreises Kassel 2021 | Wahlen zum Kreistag des Landkreises Kassel 2021                                                                               |
| --- | --- |
| Wahl des Kasseler Kreistags 2021Wahlbeteiligung: 50,1 % 50403020100 40,624,214,17,06,14,03,9 SPDCDUGrüneFWAfDFDPLinkeGewinne und Verlusteim Vergleich zu 2016 %p 6 4 2 0 −2 −4 −6−3,9+1,4+5,5+1,9−4,9± 0,0± 0,0SPDCDUGrüneFWAfDFDPLinke | Sitzverteilung im Kreistag Kassel 2021Insgesamt 81 Sitze - Linke: 3 - SPD: 33 - Grüne: 11 - FW: 6 - CDU: 20 - FDP: 3 - AfD: 5 |

#### Wahlergebnisse
| Parteien und Wählergemeinschaften | Parteien und Wählergemeinschaften           | % 2021 | Sitze 2021 | % 2016 | Sitze 2016 | % 2011 | Sitze 2011 | % 2006 | Sitze 2006 | % 2001 | Sitze 2001 |
| SPD                               | Sozialdemokratische Partei Deutschland      | 40,6   | 33         | 44,3   | 36         | 48,0   | 39         | 51,5   | 42         | 55,0   | 44         |
| CDU                               | Christlich Demokratische Union Deutschlands | 24,2   | 20         | 22,8   | 19         | 26,2   | 21         | 31,3   | 25         | 30,4   | 25         |
| Grüne                             | Bündnis 90/Die Grünen                       | 14,1   | 11         | 8,6    | 7          | 14,5   | 12         | 8,1    | 7          | 7,6    | 6          |
| FW                                | Freie Wähler                                | 7,0    | 6          | 5,3    | 4          | 3,2    | 3          | —      | —          | —      | —          |
| AfD                               | Alternative für Deutschland                 | 6,1    | 5          | 11,0   | 9          | —      | —          | —      | —          | —      | —          |
| FDP                               | Freie Demokratische Partei                  | 4,0    | 3          | 4,1    | 3          | 2,3    | 2          | 4,6    | 4          | 4,7    | 4          |
| Linke                             | Die Linke                                   | 3,9    | 3          | 3,9    | 3          | 3,0    | 2          | 4,4    | 3          | —      | —          |
| Tier                              | Partei Mensch Umwelt Tierschutz             | —      | —          | —      | —          | 1,6    | 1          | —      | —          | —      | —          |
| Piraten                           | Piratenpartei Deutschland                   | —      | —          | —      | —          | 1,3    | 1          | —      | —          | —      | —          |
| Unabh.                            | Unabhängige Demokraten                      | —      | —          | —      | —          | —      | —          | —      | —          | 2,3    | 2          |
| Gesamt                            | Gesamt                                      | 100,0  | 81         | 100,0  | 81         | 100,0  | 81         | 100,0  | 81         | 100,0  | 81         |
| Wahlbeteiligung in %              | Wahlbeteiligung in %                        | 50,1   | 50,1       | 51,9   | 51,9       | 52,5   | 52,5       | 50,2   | 50,2       | 58,0   | 58,0       |

### Landräte
- 1821–?:    Karl Georg Koch (Kreisrat)
- 1832–1849: Karl Wilhelm Philipp Bockwitz (Kreisrat, Erster Kreisbeamter)
- 1854–1868: Friedrich Bernstein
- 1868–1881: Ernst von Weyrauch
- 1881–1907: Julius von Dörnberg
- 1907–1931: Gottfried Rabe von Pappenheim
- 1931–1933: Karl Ohle
- 1933–1934: Fritz Lengemann (NSDAP)
- 1934–1937: Walter Schultz
- 1937–1945: Konrad Fischer (NSDAP)
- 1945–1946: Gottfried Rabe von Pappenheim
- 1946–1951: Karl Herrmann (SPD)
- 1951–1972: Josef Köcher (SPD)
- 1. August 1972 – 18. Dezember 1974: Herbert Günther (SPD)
- 19. Dezember 1974 – 6. Februar 1975: Gerhard Arnold (SPD), Erster Kreisbeigeordneter
- 7. Februar 1975 – 6. Februar 1981: Gerhard Arnold (SPD)
- 7. Februar 1981 – 30. Juni 1991: Willi Eiermann (SPD)
- 1. Juli 1991 – 30. Juni 2009: Udo Schlitzberger (SPD)
- 1. Juli 2009 – 30. Juni 2021: Uwe Schmidt (SPD)
- seit 1. Juli 2021: Andreas Siebert (SPD)

### Hoheitszeichen

Kreiswappen 1952–1975

Flaggen
Hissflagge
Bannerflagge

Der Landkreis Kassel führt ein Dienstsiegel, ein Wappen sowie eine Hiss- und eine Bannerflagge.
| Wappen des Landkreises Kassel | Blasonierung: „Im von Blau und Gold schräglinks geteilten Schild oben der goldgekrönte und -bewehrte, wachsende hessische Löwe, unten drei fächerförmig gestellte grüne Eichenblätter, denen zwei hintereinanderliegende, schräglinks gestellte schwarze Wolfsangeln aufgelegt sind.“ |
| Wappen des Landkreises Kassel | Wappenbegründung: Der hessische Löwe symbolisiert die Zugehörigkeit zu Hessen (Residenzstadt Kassel), die Eichenblätter weisen auf eine landschaftliche Begebenheit im Reinhardswald hin, wonach der Hl. Bonifatius die Eiche des Gottes Donar gefällt haben soll, um die Überlegenheit des Christentums zu demonstrieren. Die Eiche befand sich auch im Wappen des Altkreises Hofgeismar. Die Wolfsangeln stehen für den Altkreis Wolfhagen, dessen früheres Wappen einen schwarzen Wolf zeigte, das ein Sonderwappen der Herrschaft Wolfhagen war. |

Flaggenbeschreibung: „Die Flagge zeigt auf einer von Rot, Weiß und Rot im Verhältnis 1:3:1 geteilten Flaggenbahn in der oberen Hälfte der weißen Mittelbahn das Wappen des Landkreises.“
Im April 1952 wurde dem Landkreis Kassel durch das Hessische Staatsministerium das Recht zur Führung eines Wappens nach vorgelegtem Entwurf verliehen. Wappen und Flagge wurden am 9. Mai 1975 durch den Hessischen Minister des Innern genehmigt.

### Partnerregionen
Der Landkreis Kassel unterhält folgende Partnerschaften:
- Waldviertel, Österreich (Bundesland Niederösterreich)
- Provinz Forlì-Cesena, Italien (Region Emilia-Romagna)
- Csepel-Insel, Ungarn
- Jaroslawl, Russland (Oblast Jaroslawl)
- Bistrița-Năsăud, Rumänien
- Dane County, Vereinigte Staaten (Wisconsin)

## Tourismus und Sehenswürdigkeiten

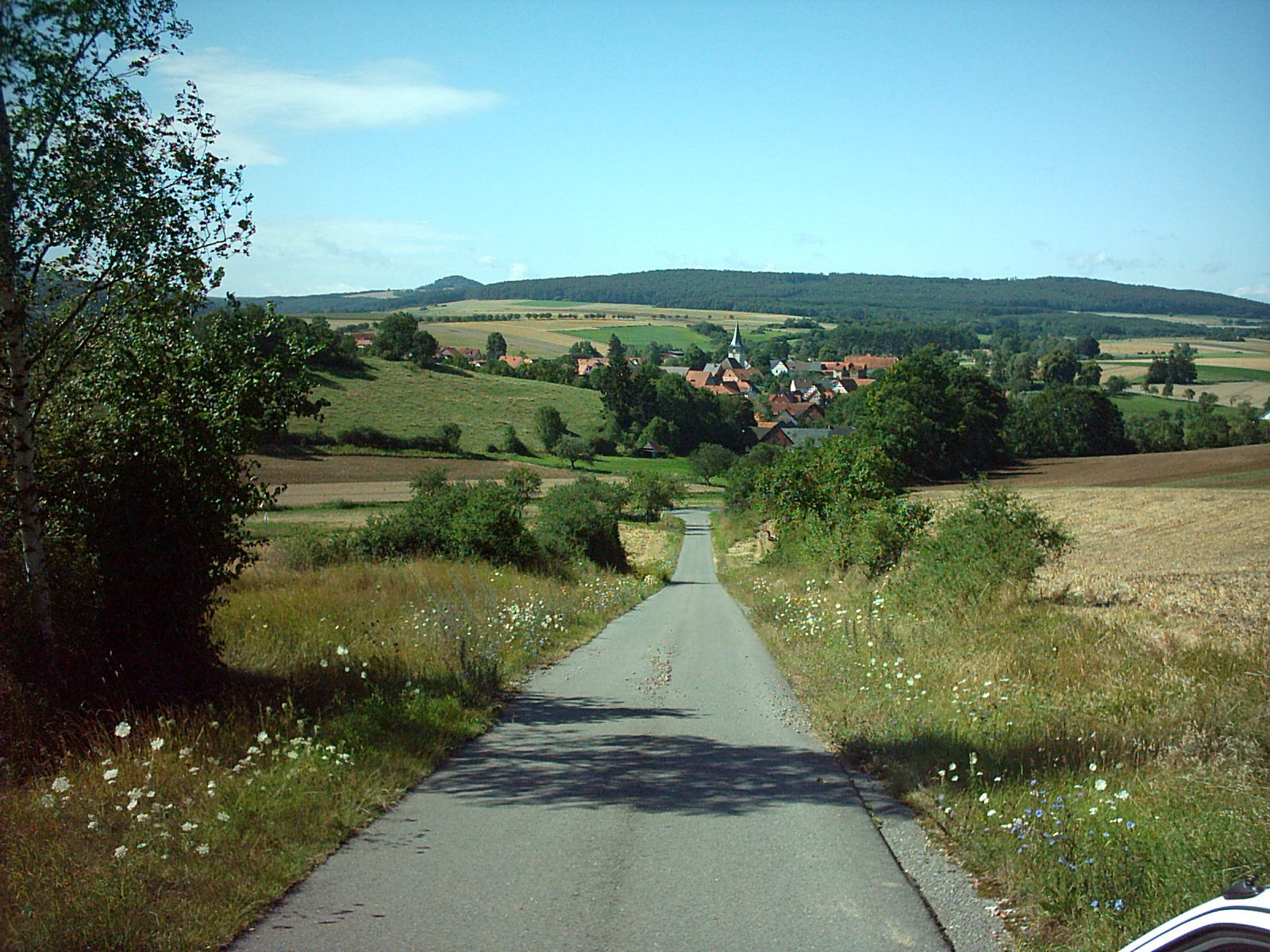
Niedermeiser vom Rosenberg

Der Tourismus hat sich in den vergangenen Jahren zu einem bedeutenden Wirtschaftszweig für den Landkreis Kassel entwickelt. Insbesondere die über Jahrhunderte gewachsene Kulturlandschaft mit historischen Fachwerk-Ortschaften sowie die ausgedehnten Naturlandschaften des Reinhardswaldes und des Habichtswälder Berglandes werden von zahlreichen Touristen aufgesucht.
Zahlreiche Figuren und Orte aus den Märchen der Brüder Grimm haben ihren Ursprung in der Gegend um Kassel. So wird das Märchen von Dornröschen auf der Sababurg im Reinhardswald, das von Rapunzel auf der Trendelburg verortet. Daher wird der Landkreis Kassel auch als „Märchenland der Brüder Grimm“ vermarktet. Die Region bildet das Zentrum der Deutschen Märchenstraße.
Mit dem Kneippkurort Naumburg, dem Mineralheilbad Bad Emstal und dem Soleheilbad Bad Karlshafen existieren drei anerkannte Kurorte im Landkreis Kassel.
Neben der Stadt Kassel mit den Parks Karlsaue und Bergpark ist auch der Landkreis Kassel mit drei Gärten stark im European Garden Heritage Network vertreten, diese sind die Parks der Schlösser Wilhelmsthal und Escheberg und der Sababurg.
Seit einigen Jahren besteht ein wachsender Aktivtourismus. Die Radwege entlang von Weser, Fulda und Diemel, der Hessische Fernradweg R4 sowie der Herkules-Wartburg-Radweg durchqueren den Landkreis. Das Angebot an Fernwanderwegen setzt sich unter anderem aus Ederseeweg, Grimmsteig, Habichtswaldsteig, Herkulesweg, Kassel-Steig, Märchenlandweg und Weserberglandweg zusammen. An zahlreichen Orten gibt es mit Eco-Pfaden kurze Rundwanderwege, an denen viele Sehenswürdigkeiten mit Hinweistafeln und zusätzlich auf einer Website erläutert werden. Beliebt sind auch Kanutouren auf Fulda, Weser und Diemel und Ausflugsdampferfahrten auf den zwei erstgenannten Flüssen.
Über die Geschichte der einst nahegelegenen innerdeutschen Grenze informieren das Grenzmuseum Schifflersgrund sowie das Grenzlandmuseum Eichsfeld auf dem Gelände eines ehemaligen Grenzübergangs.
Im Jahr 2011 gab es im Landkreis Kassel 163 statistisch erfasste Übernachtungsbetriebe mit insgesamt 12.011 Betten. Auf diese entfielen 300.568 Gästeankünfte und 730.310 Übernachtungen, was einer durchschnittlichen Aufenthaltsdauer von 2,4 Tagen entspricht. Die meisten Gäste stammen aus Deutschland, 9,9 Prozent kamen aus dem Ausland. Die wichtigsten Herkunftsländer waren die Niederlande, das Vereinigte Königreich und die skandinavischen Staaten.

## Wirtschaft und Verkehr
Im Zukunftsatlas 2016 belegte der Landkreis Kassel Platz 111 von 402 Landkreisen, Kommunalverbänden und kreisfreien Städten in Deutschland und zählt damit zu den Regionen mit „Zukunftschancen“. In der Ausgabe von 2019 verbesserte er sich auf Platz 90 von 401 und zählt damit zu den Regionen mit „hohen Zukunftschancen“.

### Straßen
Durch das Kreisgebiet führen die Bundesautobahnen 7 (Würzburg–Kassel–Hannover), 44 (Kassel–Dortmund) und 49 Kassel–Neuental (Hessen). Ferner erschließen mehrere Bundesstraßen das Kreisgebiet, darunter die B 7, B 80, B 83, B 251 und die ehemalige B 520 sowie zudem viele Landes- und Kreisstraßen.

### Öffentlicher Verkehr
Der Landkreis Kassel gehört zum Nordhessischen Verkehrsverbund (NVV).
Durch das Landkreisgebiet führt die Bundesbahn-Schnellfahrstrecke Hannover–Kassel–Würzburg, die in Kassel am Bahnhof Wilhelmshöhe einen Halt hat. Mehrere Eisenbahnstrecken führen sternförmig vom Kasseler Hauptbahnhof aus durch den Landkreis und über dessen Grenzen hinaus:
- die Bahnstrecke Kassel–Warburg mit den Stationen Kirchditmold, Harleshausen, Jungfernkopf, Vellmar-Obervellmar, Mönchehof, Immenhausen, Grebenstein, Hofgeismar, Hümme und Liebenau in Richtung Norden nach Warburg (Ost-)Westfalen,
- die Hannöversche Südbahn zum Beispiel mit Vellmar-Niedervellmar, Fuldatal-Ihringshausen in Richtung Norden,
- die Bahnstrecke Bebra–Baunatal-Guntershausen unter anderem mit den Bahnhöfen Kassel-Wilhelmshöhe, Oberzwehren, Baunatal-Rengershausen  in Richtung Südsüdosten nach Bebra und
- die Main-Weser-Bahn zum Beispiel mit den Bahnhöfen Kassel-Wilhelmshöhe, Oberzwehren, Baunatal-Rengershausen und -Baunatal-Guntershausen in Richtung Südwesten nach Marburg und Gießen. Beide letztgenannte Verbindungen verlaufen zwischen Guntershausen und Kassel vereint.

Außerdem führt die von der vorgenannten Bahnstrecke Kassel–Warburg abzweigende Bahnstrecke Volkmarsen–Vellmar-Obervellmar unter anderem mit Vellmar-Obervellmar, Heckershausen, Weimar, Fürstenwald, Zierenberg, Oberelsungen, Altenhasungen und Wolfhagen in Richtung Nordwesten nach Volkmarsen. Die Züge verkehren mit Durchbindung nach Korbach.
Am nördlichen Rand wird der Landkreis von der Sollingbahn in Bad Karlshafen und der Bahnstrecke Göttingen–Bodenfelde in Vernawahlshausen bedient. Davor bestand bis 1966 über die Carlsbahn ein Abzweig und eine direkte Verbindung zwischen Hümme und Bad Karlshafen.
Seit August 2007 verbindet die RegioTram Kassel, deren Züge teils auch auf Strecken der Straßenbahn Kassel verkehren, die Kasseler Innenstadt mit Warburg (Westfalen), Hofgeismar, Melsungen, Schwalmstadt/Treysa und Wolfhagen. Die Stadt Baunatal ist durch die Kasseler Straßenbahnlinien 5 und 7 erschlossen, die Gemeinden Kaufungen, Helsa und Hess. Lichtenau auf der ehemaligen Waldkappeler Bahn durch die Linie 4. Seit Oktober 2011 führt die Linie 1 von Kassel bis in die Stadt Vellmar.
Zudem verbinden zahlreiche Buslinien die Gemeinden des Landkreises untereinander und mit der Stadt Kassel.

### Flughafen
Mit dem Flugplatz Kassel-Waldau gab es seit 1924 einen Flugplatz mit internationalen Verbindungen. 1970 wurde dieser nach Eröffnung des neuen Verkehrslandeplatzes Kassel-Calden geschlossen; dieser Flughafen wurde im April 2013 an geographisch leicht verlagerter Stelle durch einen Neubau ersetzt und trägt seit 2015 die Eigenbezeichnung Kassel Airport.

## Gemeinden
Siehe auch: Liste der Gemeinden und Orte im Landkreis Kassel
(Einwohner am 31. Dezember 2023)

Gemeinden und ihre Ortsteile im Landkreis Kassel

| Städte 1. Bad Karlshafen (3.408) 2. Baunatal (27.811) 3. Grebenstein (5.302) 4. Hofgeismar (14.551) 5. Immenhausen (7.024) 6. Liebenau (2.924) 7. Naumburg (4.962) 8. Trendelburg (4.778) 9. Vellmar (17.708) 10. Wolfhagen (12.602) 11. Zierenberg (6.135) | Weitere Gemeinden 1. Ahnatal (7.535) 2. Bad Emstal (5.608) 3. Breuna (3.363) 4. Calden (6.886) 5. Espenau (5.083) 6. Fuldabrück (8.514) 7. Fuldatal (12.477) 8. Habichtswald (5.179) 9. Helsa (5.337) 10. Kaufungen (12.829) 11. Lohfelden (13.837) 12. Nieste (1.971) 13. Niestetal (11.061) 14. Reinhardshagen (4.256) 15. Schauenburg (10.326) 16. Söhrewald (4.536) 17. Wesertal (4.739) Gemeindefreies Gebiet 1. Gutsbezirk Reinhardswald (gemäß dem Hessischen Statistischen Landesamt: unbewohnt; offiziell gemeldet: 2) |

Die Bevölkerungsentwicklung ist sehr heterogen: Während Baunatal und Lohfelden über Jahre hinweg ein konstantes Bevölkerungswachstum aufweisen, hatten die restlichen Orte einen Bevölkerungsrückgang zu verbuchen.

## Ehemalige Gemeinden
Die folgende Liste enthält alle ehemaligen Gemeinden des Landkreises Kassel und die Daten ihrer Eingemeindungen:
| Alte Gemeinde    | Neue Gemeinde                | Datum der Eingemeindung |
| ---------------- | ---------------------------- | ----------------------- |
| Altenbauna       | Baunatal                     | 1. Januar 1964          |
| Altenritte       | Baunatal                     | 1. Januar 1964          |
| Bergshausen      | Fuldabrück                   | 1. August 1972          |
| Bettenhausen     | Kassel                       | 1. April 1906           |
| Breitenbach      | Hoof                         | 31. Dezember 1971       |
| Buchenhagen      | Baunatal                     | 1. August 1972          |
| Crumbach         | Lohfelden                    | 1. Juni 1941            |
| Dennhausen       | Fuldabrück                   | 1. Juli 1967            |
| Dittershausen    | Fuldabrück                   | 1. Juli 1967            |
| Dörnhagen        | Fuldabrück                   | 1. August 1972          |
| Eiterhagen       | Söhrewald                    | 1. Dezember 1970        |
| Elgershausen     | Schauenburg                  | 1. August 1972          |
| Elmshagen        | Hoof                         | 31. Dezember 1971       |
| Eschenstruth     | Helsa                        | 1. August 1972          |
| Frommershausen   | Vellmar                      | 1. Juli 1967            |
| Großenhof        | Martinhagen, Kreis Wolfhagen | 1. April 1896           |
| Großenritte      | Baunatal                     | 1. Juli 1966            |
| Guntershausen    | Buchenhagen                  | 1. September 1970       |
| Harleshausen     | Kassel                       | 1. Juni 1936            |
| Heckershausen    | Ahnatal                      | 1. August 1972          |
| Heiligenrode     | Niestetal                    | 1. August 1972          |
| Helsa-Wickenrode | Helsa                        | 1. August 1972          |
| Hertingshausen   | Baunatal                     | 1. Oktober 1971         |
| Hoof             | Schauenburg                  | 1. August 1972          |
| Ihringshausen    | Fuldatal                     | 1. Januar 1970          |
| Kirchbauna       | Baunatal                     | 1. Januar 1964          |
| Kirchditmold     | Kassel                       | 1. April 1906           |

| Alte Gemeinde   | Neue Gemeinde | Datum der Eingemeindung |
| --------------- | ------------- | ----------------------- |
| Knickhagen      | Fuldatal      | 1. Januar 1970          |
| Mönchehof       | Espenau       | 1. Dezember 1970        |
| Niederkaufungen | Kaufungen     | 1. Dezember 1970        |
| Niedervellmar   | Vellmar       | 1. Juli 1967            |
| Niederzwehren   | Kassel        | 1. Juni 1936            |
| Nordshausen     | Kassel        | 1. Juni 1936            |
| Oberkaufungen   | Kaufungen     | 1. Dezember 1970        |
| Obervellmar     | Vellmar       | 1. Dezember 1970        |
| Oberweser       | Wesertal      | 1. Januar 2020          |
| Oberzwehren     | Kassel        | 1. Juni 1936            |
| Ochshausen      | Lohfelden     | 1. Juni 1941            |
| Rengershausen   | Buchenhagen   | 1. September 1970       |
| Rothenditmold   | Kassel        | 1. April 1906           |
| Rothwesten      | Fuldatal      | 1. August 1972          |
| Sandershausen   | Niestetal     | 1. August 1972          |
| Simmershausen   | Fuldatal      | 1. Januar 1970          |
| Vollmarshausen  | Lohfelden     | 1. Dezember 1970        |
| Wahlershausen   | Kassel        | 1. April 1906           |
| Wahlsburg       | Wesertal      | 1. Januar 2020          |
| Wahnhausen      | Fuldatal      | 1. Januar 1970          |
| Waldau          | Kassel        | 1. Juni 1936            |
| Wattenbach      | Söhrewald     | 1. Dezember 1970        |
| Wehlheiden      | Kassel        | 1. April 1899           |
| Weimar          | Ahnatal       | 1. August 1972          |
| Wellerode       | Söhrewald     | 1. Dezember 1970        |
| Wilhelmshausen  | Fuldatal      | 1. Januar 1970          |
| Wolfsanger      | Kassel        | 1. Juni 1936            |

## Kfz-Kennzeichen
Am 1. Juli 1956 wurde dem Landkreis bei der Einführung der bis heute gültigen Kfz-Kennzeichen das Unterscheidungszeichen KS zugewiesen. Es wird durchgängig bis heute ausgegeben. Seit dem 2. Januar 2013 sind aufgrund der Kennzeichenliberalisierung zudem die Unterscheidungszeichen HOG (Hofgeismar) und WOH (Wolfhagen) wieder erhältlich. Seit 2016 wird in der Ziffern- und Buchstabenfolge nicht mehr zwischen Landkreis und Stadt Kassel unterschieden.